# Józsa Béla
Józsa Béla (Hodgya, 1898. december 4. – Kolozsvár, 1943. november 29.) magyar közíró, szerkesztő, költő, építőmunkás, faszobrász.

## Élete
Székely földműves családból ered, Székelyudvarhelyen elvégzi a kő- és agyagipari iskolát (1916), két évet tölt az első világháború frontján, az 1919-es Magyar Tanácsköztársaságban vöröskatona; hadifogság után Kolozsváron az épületasztalos szakmát tanulja ki, munkakeresés közben Galacon ismerkedik meg a kikötőmunkások szakszervezetével, s a kolozsvári famunkások szakszervezetében válik marxistává, egyben a proletárkultúra propagandistájává. 1928-tól a  Munkássegély titkára, népkonyhát, sztrájktanyát szervez, ingyenes orvosi rendelőket és napközi otthonokat állít fel a külvárosokban. Művészi hajlamainak megfelelően szociofotó-felvételeiből kiállításokat rendez (1928–30), egyben az 1920-as évek agitációs költészetének hatására megverseli munkástársainak életét és harcát. 1932 tavaszától az őszi betiltásig a Szolidaritás című folyóirat szerkesztője; ebben az évben részt vesz a Nemzetközi Munkássegély berlini kongresszusán.
A Gyár és Ucca munkatársa, majd sógorával, Nagy István munkásíróval közösen Írjatok címmel illegális irodalmi folyóiratot ad ki. 1935-től a marosvásárhelyi Új Szó publicistája, majd a lap betiltása után a Brassói Lapok, a szociáldemokrata Előre, a Bányavidék, a nagyváradi Friss Újság s az Erdélyi Magyar Szó hasábjain szolgálja harcos írásaival a Kommunisták Romániai Pártja (KRP) politikáját. A Vásárhelyi találkozón a munkásegységfrontot képviseli, részt vesz a Munkás Athenaeum s a Forradalmi Írók Csoportja művelődési tevékenységében, kezdeményezéseire Petőfi Sándor emlékezete a demokratikus megmozdulások jelképévé válik. Antifasiszta harcát a bécsi döntések után a budapesti Népszava, Magyar Nemzet, Független Magyarország és Szabad Szó hasábjain folytatja, munkások és parasztok összefogását hirdetve nemzetiségi különbség nélkül.
A második világháború kitörése után két éven át mint a KRP, ill. Békepárt szervezője illegálisan irányítja az észak-erdélyi háborúellenes mozgalmakat, a 48-as Erdély írói csoportosulásának névtelen vezetője, a népi írók határozott antifasiszta magatartását sürgeti, az olasz fasizmus összeomlása után „Egy névtelen magyar munkás” (valamint Székely Béni, illetve László Béni) aláírással levelekben fordul az erdélyi magyar közélet vezetőihez, és a hitleri Németországgal való szakítást követeli; új Vásárhelyi Találkozót készít elő. 1943 novemberében a katonai hatóságok letartóztatták és a börtönben tisztázatlan körülmények között meghalt. Halála hírére a kommunisták vezette Békepárt Budapesten háborúellenes kiáltványt bocsátott ki.

## Művei
Mozgalmi versei nemcsak történelmi értelemben dokumentációs értékűek, hanem a kiadásaikat gondozó Szabédi László és Farkas Árpád elemzése szerint sajátos székely népi jelleget is képviselnek; közismertté vált közülük a Zúg az erdő (1942), a Székely tél és a Számadás (1943). Tizennégy verse a Csehi Gyula ajánlásával megjelent 57 vers című antológiában (1957) Brassai Viktor, Korvin Sándor és Salamon Ernő verseivel együtt szerepel.
Közírását Jordáky Lajos így jellemzi:

„…publicisztikai stílusa egyszerű és világos. Nem használ fellengős szólamokat, cikkei nem stílusgyakorlatok, hiányzanak belőlük a bonyolult és virágos mondatok. Munkáspublicista írja munkásoknak, s éppen ezért mindig a nyílt beszédre és közérthetőségre törekszik. Nyilván ez okozza, hogy feltételezett szövetségeseitől is ugyanezt a nyíltságot követeli, s az ingadozókkal és visszahúzódókkal szemben gyakran kíméletlen. Publicisztikájában mindenesetre tükröződnek a hazai és nemzetközi politikai események, s így a történésznek is kiváló támpontot nyújtanak.”

– Jordáky Lajos

### Kötetei
- Petőfi és az 1848–49-es magyar szabadságharc  (tanulmány, Kolozsvár, 1939; új kiadás: Kolozsvár, 1945)
- Jordáky Lajos: Józsa Béla. Tanulni a múltból; bev. Balogh Edgár; Politikai, Bukarest, 1978 (Testamentum)

## Emlékezete
A kolozsvári Szakszervezeti Tanács székhelyén már 1945 májusában ünnepélyesen leleplezték A. Havas Béla róla készült olajfestményét. Hodgyán emlékkiállítása nyílt a Művelődési Házban. Elfogatását festette meg Nagy Albert az MNSZ 1948-as vértanú-pályázatára, bányászok közt mutatja be Agricola Lídia és Andrásy Zoltán; szobrát készítette el Lövith Egon, egy másik szobra – Orbán Áron műve – a székelyudvarhelyi agyagipari iskola előtt áll; szülőfalujában 1979. június 1-jén avatták fel bronzszobrát, Ferencz Ernő alkotását; az 1989 előtti időszakban  Erdély több városában utcát neveztek el róla; Budapest XII. kerületében ma is létezik a Józsa Béla köz.
1989 utáni értékelése még nem történt meg. Ezzel kapcsolatban írta Gáll Ernő önéletrajzi naplójában:  „Mennyire tekinthető erkölcsi értéknek a bátorság, helytállás, a szenvedések hősies elviselése – egész a mártíromságig –, ha ez utópisztikus, téves politikát szolgált?”